# سوفونیسبا آنگیسولا
سوفونیسبا آنگیسولا (ایتالیایی: Sofonisba Anguissola; c. ۱۵۳۲ – ۱۶ نوامبر ۱۶۲۵ (در سن ۹۲–۹۳)) همچنین به نام Sophonisba Angussola یا Anguisciola شناخته می‌شود  نقاش اهل کشور ایتالیا بود. وی در دورهٔ رنسانس در یک خانوادهٔ نجیب اما نسبتاً ثروتمند در شهر کرمونا زاده شده بود.
در کودکی هنرهای زیبا را آموخت و نقاشی را نزد استادان محلی فرا گرفت. آنگیسولا به عنوان یک زن جوان، به رم سفر کرد، جایی که وی به میکل آنژ، معرفی شد و بلافاصله استعداد او را شناخت و دوک البا را نقاشی کرد. ملکه اسپانیا، الیزابت والویز، نقاشی آماتور اما مشتاق بود و آنگیسولا به عنوان معلم او به مادرید سفر کرد. پس از مرگ ملکه، فیلیپ پادشاه اسپانیا کمک کرد تا ازدواج اشرافی برای او برگزار کنند. او به سیسیل و بعداً پیزا و جنوا رفت و در آنجا به عنوان یک نقاش برجسته پرتره به کار خود ادامه داد.
نقاشی‌های متمایز و جذاب او، پرتره‌های خودش و خانواده اش است که او قبل از اینکه به دربار اسپانیا نقل مکان کند، نقاشی کرد. به ویژه، تصاویر او از کودکان تازه و دقیق دیده می‌شود. در دربار اسپانیا نقاشی‌های رسمی دولتی را در سبک رسمی غالباً به تصویر کشیده‌است. بعداً در زندگی او نقاشی‌های مذهبی را نیز نقاشی کرد، اگر چه بسیاری از نقاشی‌های مذهبی او گم شده‌است. در سال ۱۶۲۵، او در سن ۹۰ سالگی در شهر پالرمو فوت کرد.

## خانواده
اصل و نسب خانواده آنگیسولا با یک خانواده باستانی و قدیمی بیزانسی و فرمانده قدیمی به نام گالوانو سوردو می‌رسد.
سوفنیسبا آنگیسولا در سال ۱۵۳۲ در کرمونا، لمباردی متولد شد، او بزرگترین فرزند یک خانواده هفت نفره بود به که شش خواهر بودند به همراه برادرشان. پدرش، آمیلارک آنگوسولا، یکی از اشراف کوچک جنوا بود و مادرش، بیانکا پونزونی، نیز از نجیب‌زادگان بود.
پدرش همه دخترانش را تشویق می‌کرد که استعداد خود را پرورش دهند. چهار خواهر او (النا، لوسیا، اروپا و آنا ماریا) نقاشان شدند، اما سوفنیسبا بسیار مشهور بود. النا نقاشی را ترک کرد تا یک راهبه شود. آنا ماریا و اروپا نقاشی را به محض ازدواج رها کردند، در حالی که لوسیا آنگوسولا، خواهر کوچکتر آنها، بهترین نقاش در میان خواهرانش بود، در جوانی فوت کرد. خواهر باقیمانده، مینروا، نویسنده و دانشمند لاتین شد. اسدروباله، برادر Sophonisba، موسیقی و لاتین را مطالعه کرد، اما نقاشی نکرد. خواهر دیگرش، مینروا، نویسنده و دانشمند لاتین شد. اسدروباله، برادر سوفنیسبا، موسیقی و لاتین را مطالعه کرد، اما نقاشی نکرد.
آنگیسولا چهارده ساله بود که پدرش او و خواهرش النا را برای یادگیری نقاشی نزد برناردینو کمپی، یک نقاش پرتره معتبر و نقاش مذهبی مدرسه لومبارد، فرستاد. هنگامی که کمپی به یک شهر دیگر رفت، آنگیسولا آموزش نقاشی خود را با برناردینو گاتتی (که به نام ایل سوجارو) شناخته می‌شود ادامه داد.

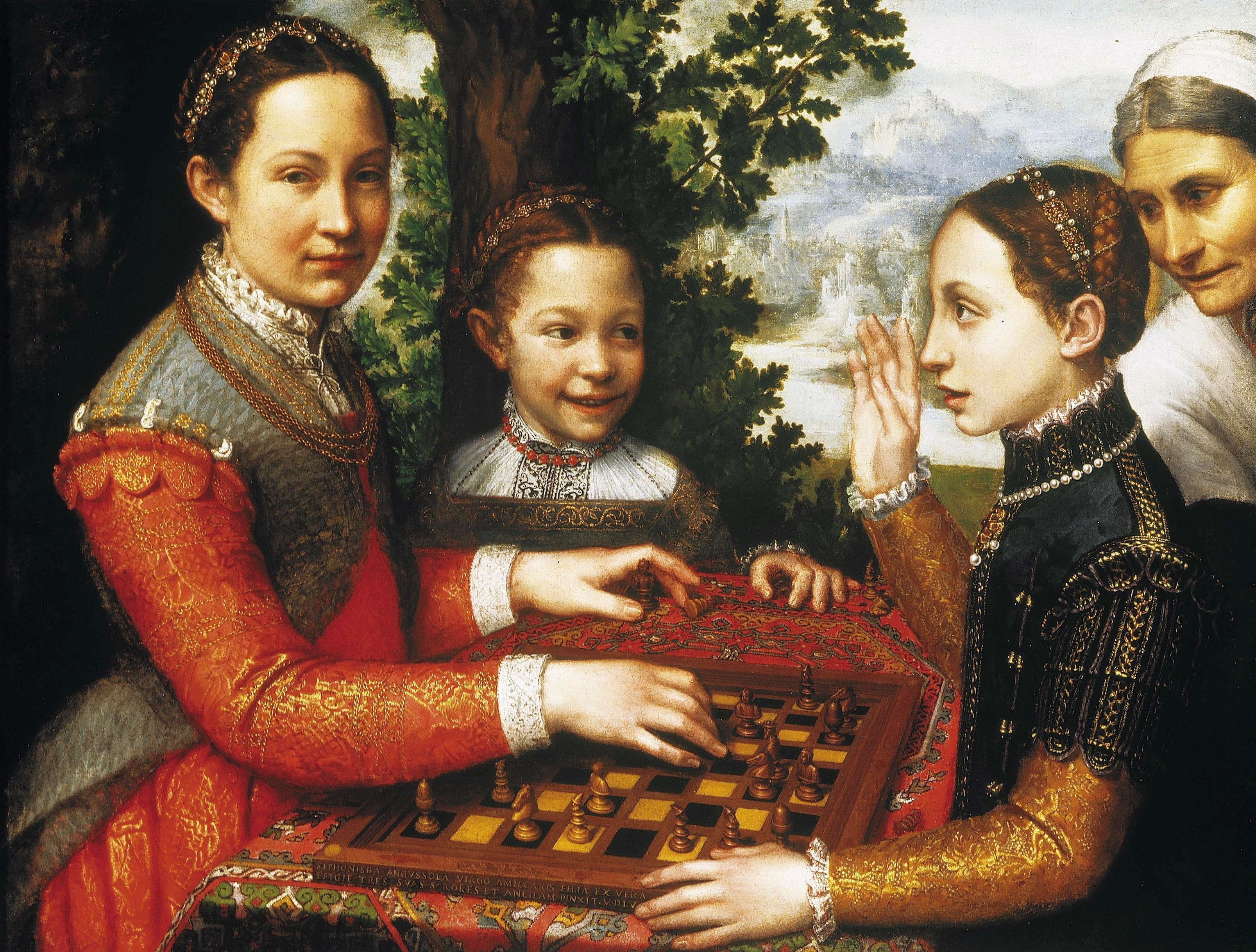
شطرنج باز (پرتره نقاش و خواهرانش) (۱۵۳۶–۱۶۲۵)

یکی از مهمترین کارهای اولیه آنگیسولا، نقاشی برناردینو کمپی بود که در آن سوفنسیسبا آنگوسولا و استادش در کنار هم در حال نقاشی هستند.

## دربار اسپانیا

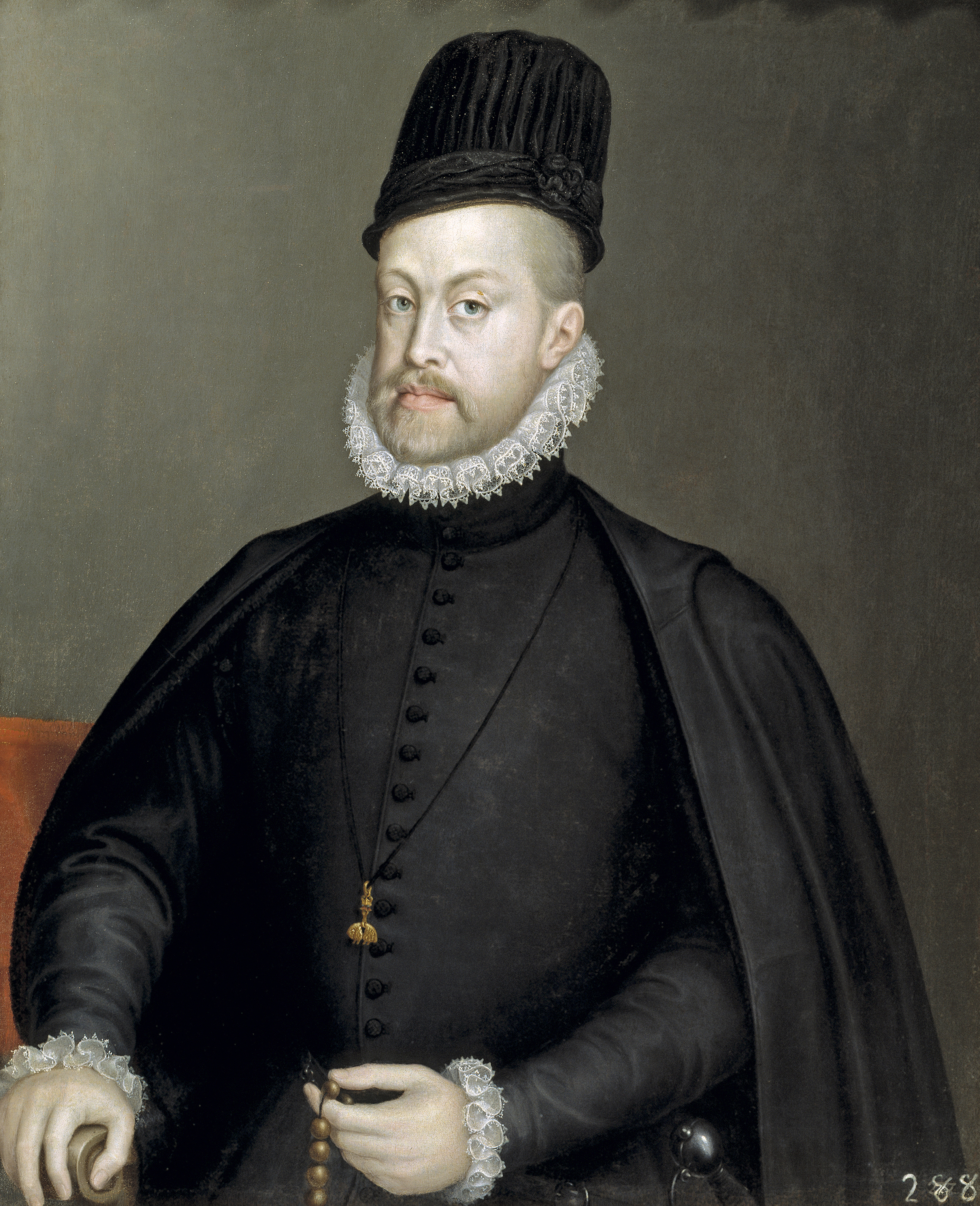
پُرترهٔ فیلیپ دوم، پادشاه اسپانیا، نام اثری است از سوفونیسبا آنگیسولا، به‌سال ۱۵۷۳ میلادی. اثر، فیلیپ دوم، پادشاه اسپانیا را در حالی که لباس، شِنِل و کلاهی سیاه به‌تن دارد و نشان پشم زرین بر سینه‌اش آویز شده‌است و در حین ذکر تسبیح به تصویر کشیده‌است. سوفونیسبا آنگیسولا در هنگام خلق اثر، نقاش دربار اسپانیا و معلم نقاشی الیزابت والوا، ملکه هم‌نشین اسپانیا و دختر آنری دوم، پادشاه فرانسه بود. این اثر اکنون در مالکیت موزه دل پرادو قرار دارد.

در سال ۱۵۵۴، در سن بیست و دو سالگی، آنگیسولا به رم سفر کرد، جایی که او وقت خود را به طراحی صحنه‌های مختلف و مردم گذراند. در حالی که در رم، او با هنرمند دیگری که با کار او آشنا بود به میکل آنژ معرفی شد. ملاقات با میکل آنژ افتخار بزرگی برای آنگیسولا بود و او غیررسمی از اموزش‌های استاد بزرگ استفاده کرد. برای حداقل دو سال، آنگیسولا این آموزش غیررسمی را ادامه داد و نکات و اموزش‌های بسیار زیادی از میکل آنژ را دریافت کرد.
پس از مرگ الیزابت والوئیس در سال ۱۵۶۸، فیلیپ دوم علاقه ویژه ای به آیندهٔ آنگیسولا نشان داد. او می‌خواست که آنگیسولا با یکی از اشراف‌زادگان دربار اسپانیا ازدواج کند. در سال ۱۵۷۱، آنگیسولا با یک نجیب‌زاده سیسیلی که توسط دربار انتخاب شده بود ازدواج کرد و فیلیپ ۱۲۰۰۰ اسکود (واحد پول) به عنوان هدیه ازدواج به او داد. گفته می‌شود که شوهرش، فابریزیو مونکادا، از نقاشی او حمایت کرد. آنگیسولا و همسرش، اسپانیا را با اجازه پادشاه ترک کردند و در سالهای ۱۵۷۹ تا ۱۵۹۲ در پارتنو (در نزدیکی کاتانیا) زندگی کردند. آنگیسولا مبلغ ۱۰۰ دوکات را به عنوان یازنشستگی سلطنتی دریافت کرد که او را قادر به ادامه کار و تدریس نقاشانی کرد. ثروت خصوصی او همچنین از خانواده و برادرش اسدروبال پس از مرگ پدرش آمیلارک آنگوسولا و کاهش درآمد مالی خانواده اش حمایت کرد.

## ازدواج دوم
شوهر آنگیسولا در سال ۱۵۷۹ درگذشت. دو سال بعد، هنگام مسافرت به دریای جنوا، در کشتی عاشق کاپیتان کشتی، بازرگان دریا، هوراس لوملینو، شد. بر خلاف میل برادرش، در سال ۱۵۸۴ در پیزا ازدواج کرد و تا سال ۱۶۲۰ در ژنوا زندگی کرد. او فرزند نداشت، اما روابط صمیمانه با خواهرزاده و خواهرش، جولیو را حفظ کرد.